# Edward Branson
Edwin Bayer Branson era um geólogo e paleontólogo americano. Ele trabalhou na Universidade do Missouri.

## Resumo da carreira
Em 1915, ele escreveu um artigo sobre a origem de depósitos grossos de gesso e sal. 
Em 1931, ele e Mehl descreveram o gênero extinto do heterostracan agnathan Cardipeltis na Formação Jefferson de Utah. 
em 1932, Branson e Mehl relataram a presença de pegadas fósseis envelhecidas em carboníferos de uma nova icoespacial na Formação Tensleep de Wyoming . Eles nomearam as faixas Steganoposaurus belli e as atribuíram a um anfíbio com quase um metro e meio de comprimento. 
No mesmo ano, ele e Mehl nomearam um novo tipo de pegada de dinossauro do Triássico Tarde descoberta na Formação Popo Agie, no oeste do Wyoming. O novo ichnogenus e espécie foi nomeado Agialopus wyomingensis . 
Em 1933, também com Mehl, ele descreveu a espécie de conodonte Wurmiella excavata . 
Em 1934, com Mehl, ele descreveu os gêneros conodontes Pseudopolygnathus e Ancyrognathus . 
Em 1938, com Mehl, ele revisou o gênero conodonte Icriodus . 
Em 1941, ele e Mehl descreveram vários gêneros de conodontes :  Bactrognathus, Doliognathus, Scaliognathus, Staurognathus e Taphrognathus . 
Também em 1941, com CC Branson, ele revisou a geologia das montanhas do rio Wind, no Wyoming. 
Em 1944, ele descreveu com Mehl o gênero conodonte Siphonodella . 
Em 1947, com CC Branson, ele revisou os conodontes da Baixa Siluriana em Kentucky . 
Em 1951, com Mehl e CC Branson, ele publicou um artigo sobre os conodontes do Richmond Group de Kentucky e Indiana . 